# The North Face
The North Face je ameriško podjetje za izdelke za rekreacijo na prostem. North Face proizvaja oblačila, obutev in sorodno opremo za prosti čas. Logotip podjetja, ustanovljenega leta 1968 z namenom oskrbe plezalcev, črpa navdih iz Half Dome v narodnem parku Yosemite. Do poznih 1990-ih se je oznaka razširila na ulično modo, od leta 2000 pa velja za oznako simbola uličnega stila. Leta 2000 ga je kupila družba VF Corporation.

## Moda
Od leta 1997 so kupci oblačil North Face poleg oblačil za smučanje, plezanje in druge aktivnosti na prostem, lahko dobili tudi oblačila kot so oblačila raperjev v New Yorku, vendar so ostali le majhen del poslovanja podjetja. 
Leta 2005 so nosilci oblačil North Face postali tarče ropa v okrožju Prince George's County v Marylandu. Podoben trend se je zgodil v Južni Koreji v začetku leta 2010, kjer je postal statusni simbol, kar je povzročilo ustrahovanje otrok ali krajo njihovih North Face oblačil.

## Polemike

### South Butt
Decembra 2008 je The North Face vložil tožbo na okrožnem sodišču Združenih držav za vzhodno okrožje Misurija proti The South Butt, njegovemu ustvarjalcu Jamesu A. Winkelmannu Jr. in podjetju, ki je skrbelo za trženje in proizvodnjo. V pravni tožbi je The North Face domnevno kršil blagovno znamko in zahteval sodno prepoved. Potem ko je sodišče v tej zadevi odredilo mediacijo, sta stranki 1. aprila 2010 dosegli dogovor o zaprti poravnavi; oktobra 2012 pa je Winkelmann na sodišču priznal, da sta on in njegov oče kršila poravnalno pogodbo z The North Face, in privolil v plačilo 65.000 ameriških dolarjev.

### Urejanje Wikipedije
Maja 2019 je Leo Burnett Tailor Made, marketinška agencija za The North Face Brazil, razkrila, da so fotografije priljubljenih destinacij na prostem na Wikipediji prikrito zamenjali s fotografijami oseb, ki nosijo izdelke North Face, da bi te izdelke naredili bolj vidne v rezultatih iskalnika. Po obsežnem medijskem poročanju in kritikah Fundacije Wikimedia so se The North Face opravičili za kampanjo, jo zaključili in promocijsko prikazovanje izdelkov je bilo preklicano.

### Napad Credential Stuffing
Credential Stuffing napad na spletno mesto The North Face se je začel 26. julija 2022. Vendar pa so skrbniki spletne strani "nenavadno dejavnost" odkrili 11. avgusta in jo do 19. avgusta uspeli ustaviti. Kršitev je ogrozila 194.905 računov strank.